# Broken Rainbow
Broken Rainbow (englisch für „zerbrochener Regenbogen“) ist ein US-amerikanischer Dokumentarfilm von Victoria Mudd aus dem Jahr 1985, der mit einem Oscar ausgezeichnet wurde.

## Inhalt
Der Dokumentarfilm handelt von der 1974 erfolgten Umsiedlung von 10.000 bis 12.000 Navajo-Indianern durch die Regierung in Arizona. Im Film wird argumentiert, dass es hinter den Kulissen um Bergbaurechte gegangen sei, da Peabody Coal den Stammesrat der Hopi durch seinen Anwalt John Boyden dazu benutzt habe, Diné-Familien zu vertreiben, die jahrhundertelang in Frieden mit den Hopi gelebt hatten. Im Film wird über willkürliche Grenzen der Reservate, die Entstehung von Schulen für die Indianer, die Bildung willfähriger Stammesräte, Abbauverträge für Kohle, Uran, Öl und Erdgas, die verarmten Stämmen nur einen Bruchteil des später erzielten Preises eingebracht hätten und die Apologetik gewählter Amtsträger, darunter Mo Udall, diskutiert.
Der Film zeigt Menschen, die von ihrem angestammten Land vertrieben wurden und dadurch ins Straucheln gerieten. Er zeigt die Verzweiflung der Menschen und erzählt ihre Geschichten. Der Erzähler erklärt uns, dass die Navajos von ihrem Land vertrieben würden, damit es aus Profitgründen im Tagebau abgebaut werden könne. Der Erzähler Martin Sheen erklärt: „In der Navajo-Sprache gibt es kein Wort für Umsiedlung. Umsiedeln heißt, verschwinden und nie wieder gesehen zu werden.“ Der Film zeigt die schrecklichen Auswirkungen auf die Hopis und Navajos, deren Viehbestand reduziert und ihre Pflanzen dem Erdboden gleichgemacht werden. Eine Indianerin klagt: „Es scheint, als hätte man uns unsere Zukunft mit einem Stock aus dem Leib geprügelt.“ Natürlich hat sie recht, denn die meisten dieser Familien erhielten nie einen gerechten Anteil an den riesigen Gewinnen, die andere durch den Bergbau auf ihrem Land erzielten.
Obwohl Broken Rainbow Ereignisse bis in die frühen 1980er Jahre behandelt, erzählt es eine düstere und erschreckende Geschichte, die den meisten Amerikanern noch immer unbekannt ist. Im Namen des Fortschritts haben die Bundesregierung und die amerikanische Wirtschaft die amerikanischen Ureinwohner wie Untermenschen behandelt, ihr heiliges Land geschändet und versucht, ihre Kultur auszulöschen. Aber wie durch ein Wunder gibt es immer noch mutige Indianer, die die Rituale und Zeremonien der Vergangenheit fortführen. Keine Reservate, Zäune oder Umsiedlungsprogramme können den edlen Geist dieser Ureinwohner eindämmen. Diese Botschaft wird in einem von Laura Nyro für Broken Rainbow komponierten Song einfühlsam vermittelt.

## Produktionsnotizen, Veröffentlichung
Produziert wurde der Film von Earthworks Films und in den Vereinigten Staaten auch vertrieben. Die Dreharbeiten fanden in Arizona in den USA statt. Laura Nyro hat ein Lied für den Film geschrieben und selbst gesungen, das sich durch den gesamten Film zieht. 
Premiere hatte er Film 1985 in den Vereinigten Staaten; im Oktober 1985 wurde er dort auf dem Chicago International Film Festival vorgestellt. In Dänemark wurde der Film am 18. Juli 1987 erstmals veröffentlicht.
Broken Rainbow enthält auf der 2006 herausgegebenen DVD eine kurze Dokumentation über die aktuelle Lage der im Film dargestellten Menschen, die neuen Bedrohungen für ihr Land und ihr Erbe ausgesetzt sind.

## Rezeption

### Kritik
Der Filmkritiker Roger Ebert meinte, der erste Fehler des Films bestehe darin, dass er nicht klar darlege, was er erreichen wolle und wie er es erreichen wolle. Stilistisch springe er durch die Gegend und vermische Interviews, Filmmaterial aus alten Western, Off-Kommentaren mit Ausschnitten aus dem Leben vor Ort, politischen Anklagen und Pseudoanthropologie. Es gebe keine klare Linie, keine filmische Logik, die uns vom Anfang bis zum Ende fesseln könne. Der zweite Fehler bestehe darin, uns Bilder zu zeigen, die nicht das widerspiegelten, was über sie gesagt werde. Das Filmmaterial aus alten Western beispielsweise sei nicht eindeutig als aus Hollywood stammend gekennzeichnet. Ebert meinte, er habe das Gefühl, die Filmemacher hofften, dass es mit echtem historischen Filmmaterial verwechselt werde. Der dritte Fehler sei das Fehlen einer zentralen journalistischen Präsenz. Der Film habe zwei Bösewichte: die Peabody Coal Co. und den US-Abgeordneten Morris K. Udall. Abschließend zog Ebert das Fazit: „If a documentary cannot convince us of its basic journalistic accuracy, then it is just opinion and polemic, and the material might have been treated more effectively as fiction.“
Jonathan Doyle schrieb, im Wesentlichen sei dieser Film eine zutiefst ehrfürchtige Würdigung der Navajo und Hopi und eine Verurteilung der Misshandlungen, die sie durch die amerikanische Regierung erlitten hätten. Während die aktivistische Tendenz des Films verständlich sei, hätten seine unorthodoxen Methoden dazu geführt, dass Roger Ebert Broken Rainbow in seiner Kritik vor zwanzig Jahren scharf verrissen habe.
Frederic und Mary Ann Brussat stellten in ihrer Filmkritik fest, dies sei ein beunruhigender Dokumentarfilm über den Angriff der US-Regierung auf die Navajo und Hopi in den 1970er Jahren, bei dem Versuch, Zugang zu den unterirdischen Ressourcen ihres heiligen Landes zu erhalten. Maria Florio und Victoria Mudd hätten einen beißenden Überblick über die beschämende Behandlung der amerikanischen Ureinwohner in den 1970er Jahren präsentiert. Die Zwangsumsiedlung von 12.000 Navajo-Indianern von ihrem Land im Nordosten Arizonas sei durch die Gier von Energiekonsortien ausgelöst worden, die sich Zugang zu Öl, Gas, Uran und Kohle auf dem heiligen Land dieser Völker hätten verschaffen wollen. Broken Rainbow zeige, dass dieser erschütternde Vorfall ein weiterer in einer langen Reihe von Versuchen der US-Regierung gewesen sei, den Geist der amerikanischen Ureinwohner durch die Beschlagnahmung ihres Eigentums zu brechen. Sowohl die Hopi als auch die Navajos sahen sich den Filmemachern zufolge traditionell als Hüter der Erde. Deshalb sei der Versuch, sie in den 1970er Jahren von ihrem Land zu vertreiben, so anstößig gewesen. Er sei vergleichbar mit einer anderen Zwangsumsiedlung – der Internierung ihrer Vorfahren in Lagern Jahre zuvor.

### Auszeichnungen (Auswahl)
Chicago International Film Festival 1985
- Nominiert für den Gold Hugo in der Kategorie „Bester Dokumentarfilm“ Maria Florio und Victoria Mudd

Academy Awards 1986
- Ausgezeichnet mit dem Oscar in der Kategorie „Bester Dokumentarfilm“ Maria Florio und Victoria Mudd